# فلوکس
فلوکس یا گُلِ آتشی (نام علمی: Phlox) سرده‌ای است از گُل‌آتشیان علفی، با حدود ۶۷ گونه‌. این گیاهان عموما چندساله یا نیمه‌درختچه‌ای و به‌ندرت یک‌ساله هستند. بیشتر گونه‌های فلوکس در آمریکای شمالی (یک گونه در سیبری) مشاهده شده‌اند.

## ویژگی‌ها

#### ظاهر
گل‌های گلِ‌آتشی(فلوکس) به‌ندرت منفرد و کاسه آنها لوله‌ای یا استکانی ـ لوله‌ای است که اغلب کرک‌های غده‌ای دارد؛ جام گل آنها قیف‌شکل و به‌ندرت لوله‌ای باریک یا صاف یا کرک‌دار با لَپ‌های کامل یا دوقسمتی تخم‌مرغی یا مستطیل است؛ پرچم‌های آنها کوتاه و به‌هم‌پیوسته و محصور در جام است؛ برگ‌های گیاهان این سرده کامل است و در پایین ساقه متقابل و در بالای ساقه متناوب است.

#### کشت
گلِ‌آتشی در مکانهای آفتابی و نیمه‌آفتابی و خاکهای حاصل‌خیز و مرطوب با زهکش مناسب به‌خوبی رشد می کند و از اواسط بهار تا اواخر تابستان گل می‌دهد. این گیاه تا حدودی سرما را تحمل می‌کند.

## گلِ‌آتشی در ایران
فلوکس باغچه‌ای، شناخته‌شده‌ترین گونه این گیاه، به ایران وارد شده و برای گلهای زیبا و رنگارنگش در باغچه‌ها و پارکها کاشته می‌شود.
فلوکس معمولی ساقه راست با بلندی حدود ۴۵ سانتی‌متر و شاخه‌های منشعب دارد. برگهای آن کشیده و نوک‌تیز با قاعده قلبی‌شکل است. گلهای فلوکس به‌صورت گروهی در گل‌آذین خوشه‌ جای دارد. رنگ گلها بسته به رقم سفید، زرد، آبی، بنفش و قرمز تیره است و از اواخر بهار تا اوایل پاییز می‌شکفند. این گیاه را با کاشت بذر زیاد می کنند.

## نگارخانه

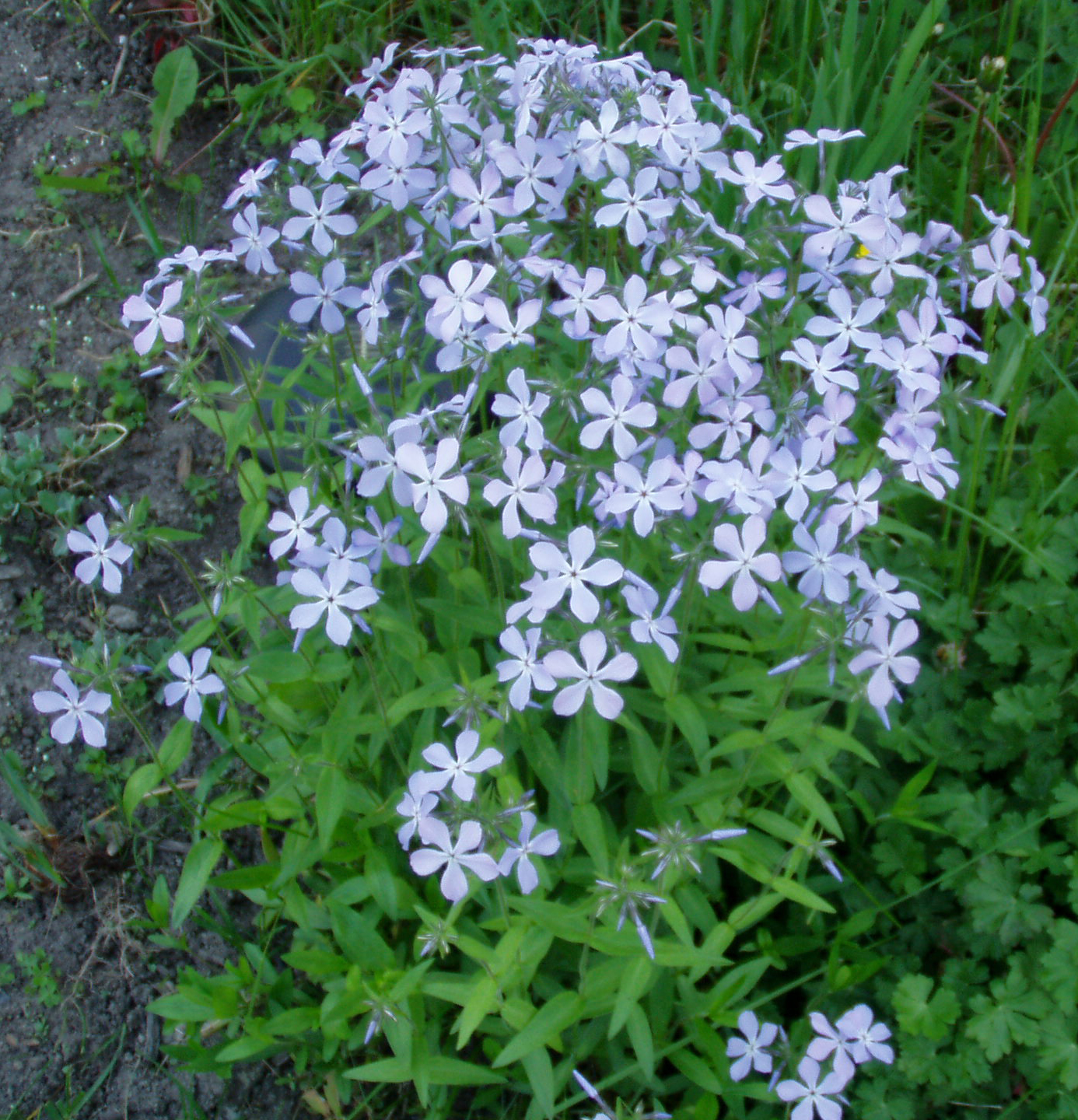
یک گونه گل آتشی در میانه‌ی یک بیشه‌زار (P. divaricata)
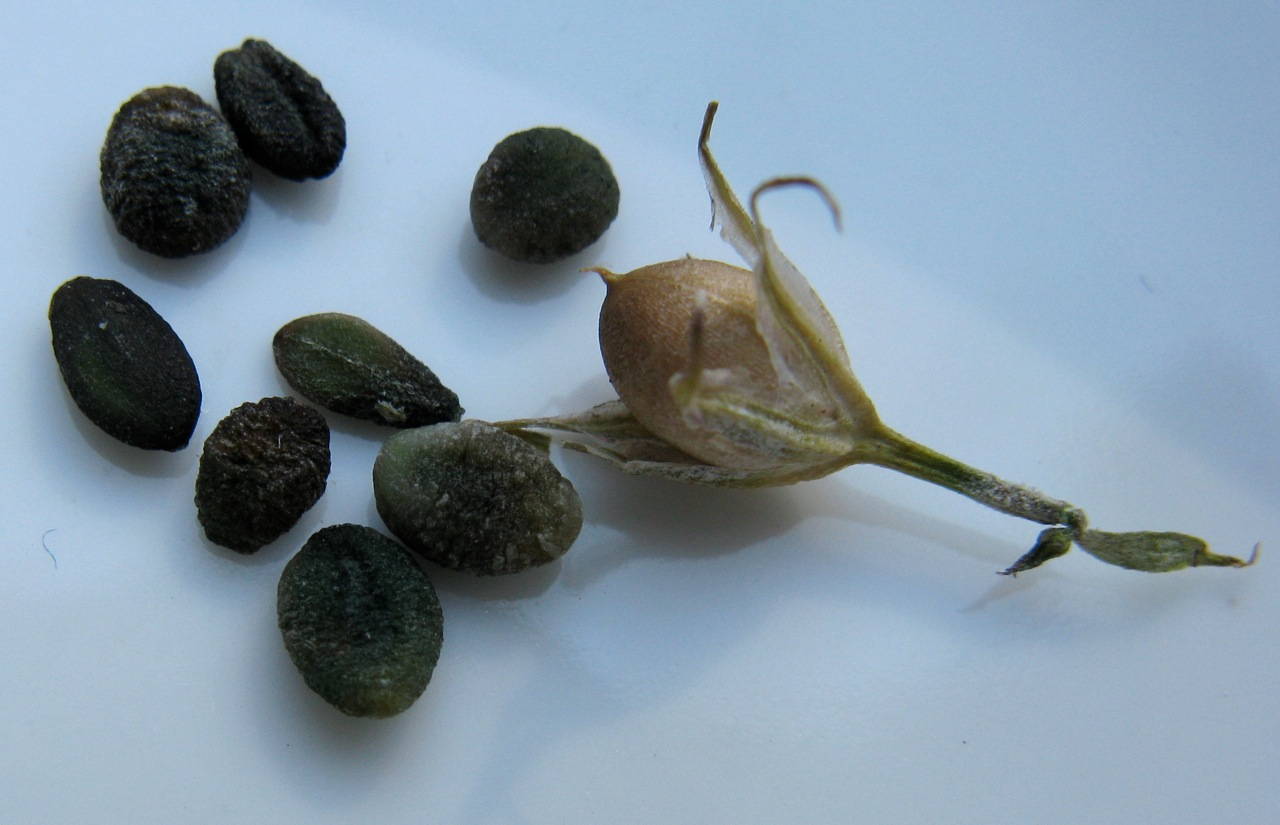
میوه و دانه‌های  P. paniculata
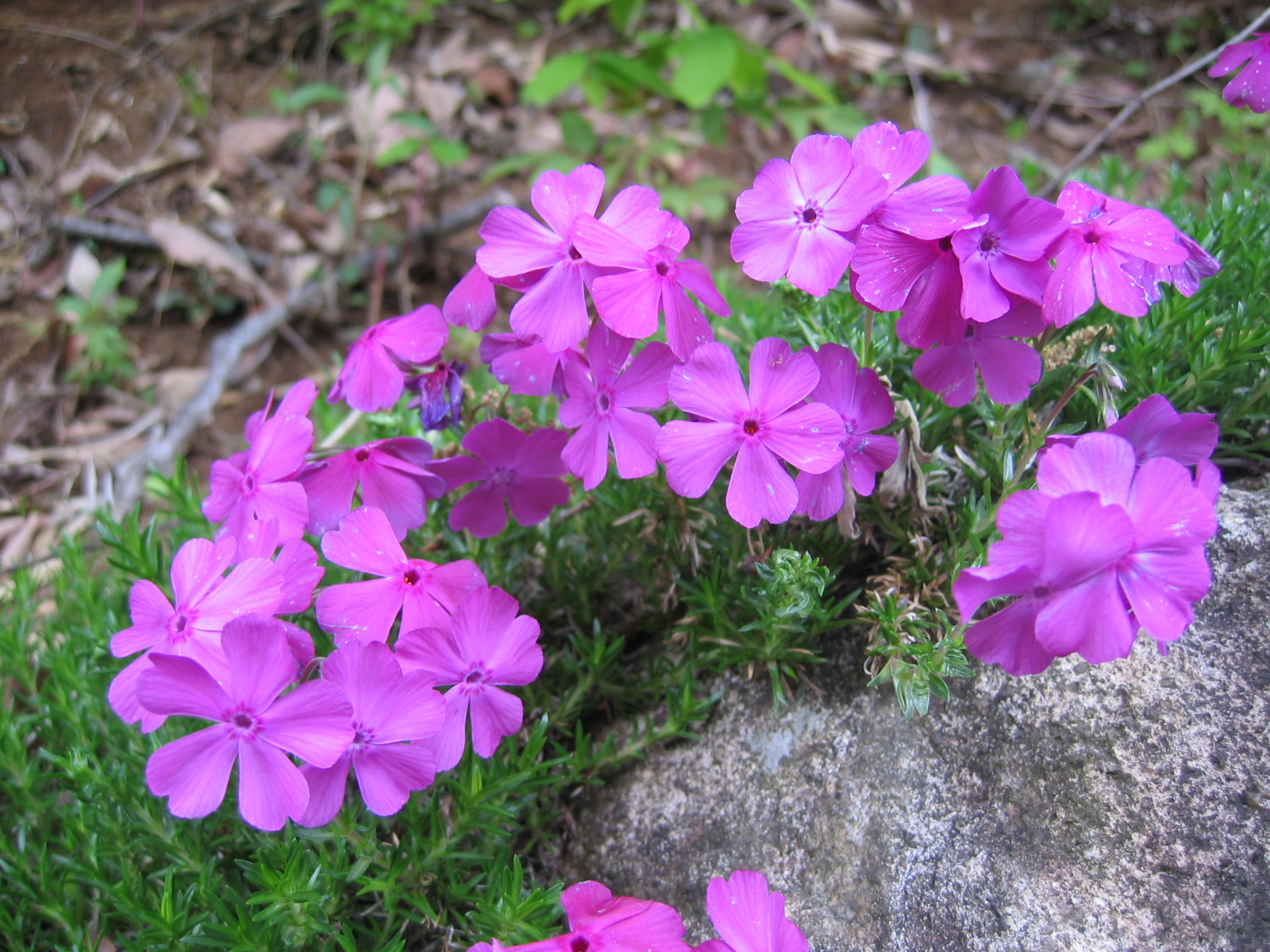
phlox subulata
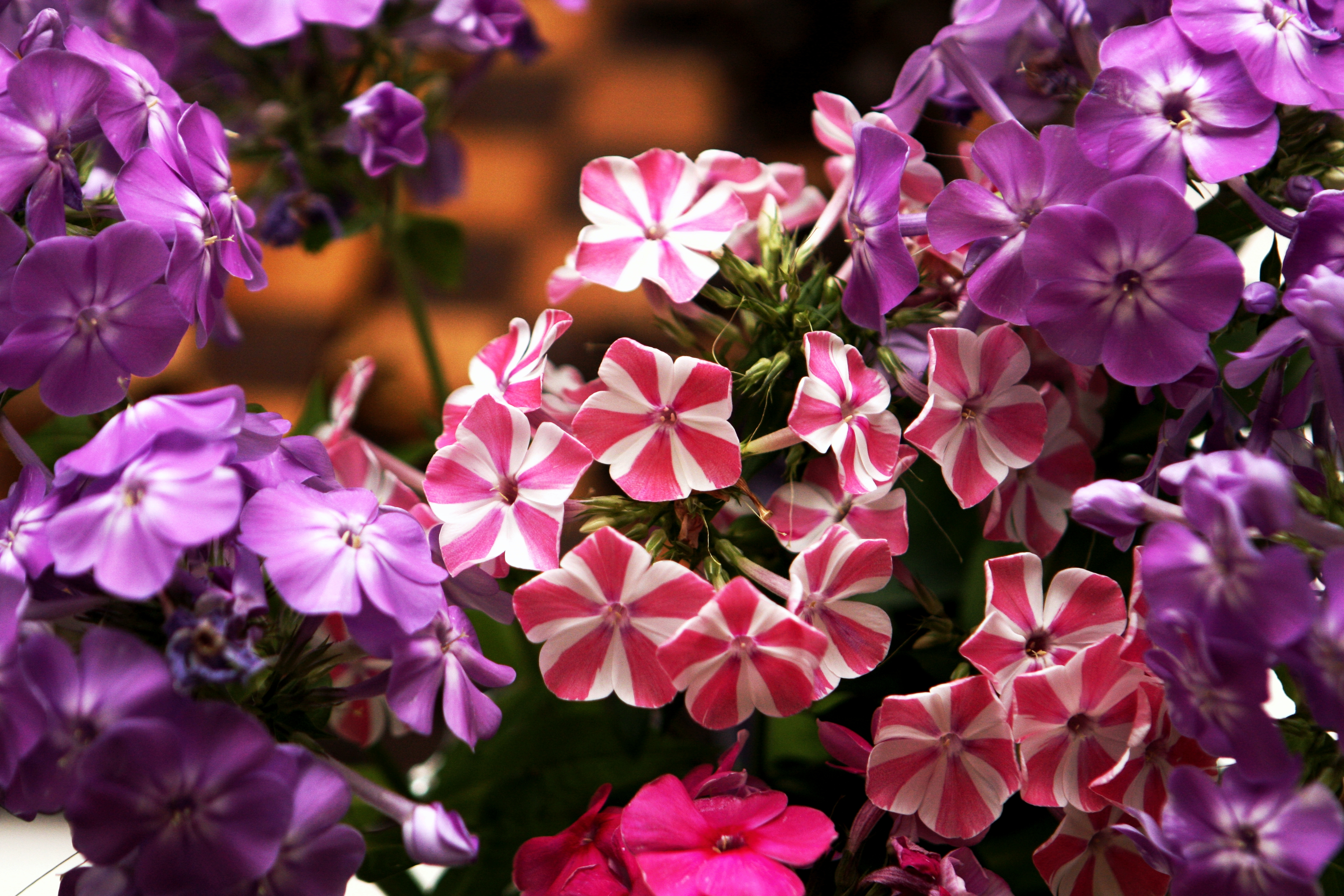
مجموعه ای از فلوکس‌های دورگه(هیبرید)